# Аббон (граф Пуатье)
Аббон (фр. Abbon; умер между 799 и 814) — первый известный из исторических источников граф Пуатье (778 — между 799 и 814), назначенный правителями Франкского государства из династии Каролингов.

## Биография
Основными нарративными источниками о Аббоне являются франкские анналы и хроники: «Анналы королевства франков», «Жизнь императора Людовика» Астронома, «История франков» Аймоина из Флёри и другие.
Происхождение Аббона точно не установлено. На основании ономастических данных историками делается вывод, что Аббон принадлежал к одной из франкских семей. Возможно, он входил в число антрустионов, то есть принадлежал к наиболее приближённому к правителям Франкского государства кругу лиц.
Первое упоминание о Аббоне датировано 778 годом, когда он был назначен правителем графства Пуатье. Возможно, под контролем Аббона находились и окрестности Ангулема. Он стал одним из девяти графов, которым король Франкского государства Карл Великий доверил управление землями недавно созданного Аквитанского королевства. Верховным же правителем этого нового феодального образования был назначен только что родившийся королевский сын Людовик. Под управление Аббона были переданы по крайней мере шесть из двадцати девяти пагов Аквитанского королевства.
О деятельности Аббона сохранилось не очень много сведений. Возможно, причина этого — эффективное управление им графством, которое при нём избежало как военных конфликтов, так и межфранкских междоусобий. Аббон упоминается в пяти хартиях, связанных с находившимся в его владениях аббатством Сен-Жюньен. Наиболее ранний из этих документов датирован 18 ноября 780 года, наиболее поздний — мартом 799 года. В хартиях от 18 ноября и 1 декабря 780 года, а также 27 апреля 795 года Аббон наделён графским титулом (лат. comit).
Участие Аббона в собрании в Пуатье в 795 году, на котором председательствовали государевы посланцы Альдебод и Эрмингод — последнее достоверное свидетельство о нём в средневековых источниках. Ряд историков предполагает, что граф Пуатье Аббон может быть тождественен одноимённому графу, упоминавшемуся в 811 году. Этот граф, совместно с другими высокопоставленными франками (включая графов Валу и Унроша II), был направлен Карлом Великим к королю данов Хеммингу, чтобы клятвой подтвердить заключение мирного договора между двумя монархами. Однако другие исследователи считают, что посол к данам может быть идентичен с Аббио или с другим представителем рода Иммедингов.
О дальнейшей судьбе Аббона сведений в средневековых источниках не сохранилось. Предполагается, что он скончался не позднее 814 года, так как в то время правителем Пуатье уже был граф Рихвин.